# Mont-de-Marrast
 Mont-de-Marrast  là một xã thuộc tỉnh Gers trong vùng Occitanie tây nam nước Pháp. Xã này có độ cao trung bình 280 mét trên mực nước biển.